# Gabor Szilasi

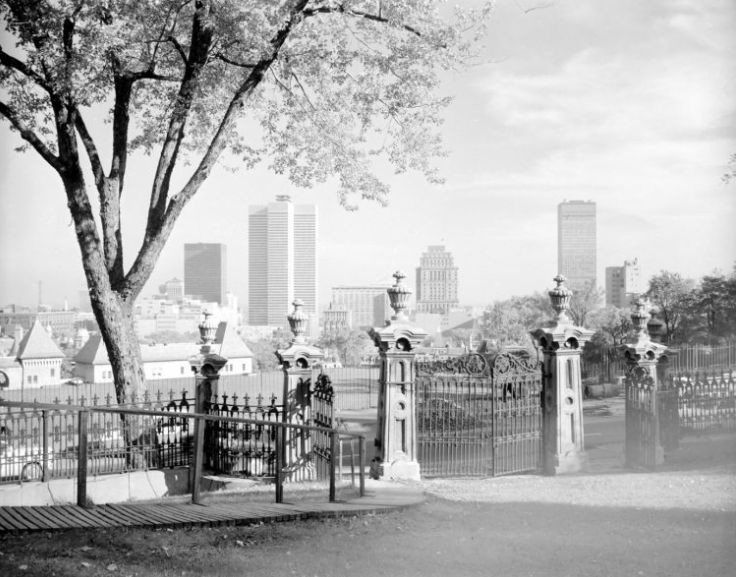
Gabor Szilasi: Ravenscrag Gates, 835-1025, Pine Avenue West, Montreal, Quebec, Canada, (Office du film du Québec), 1963

Gabor Szilasi (* 3. února 1928, Budapešť) je kanadský umělec známý humanistickou vizí své sociálně-dokumentární fotografie.

## Kariéra
Gabor Szilasi se narodil v Budapešti v Maďarsku v roce 1928 a poprvé se začal zajímat o fotografii na lékařské fakultě v roce 1948. Gabor Szilasi, převážně samouk, začal fotografovat v Maďarsku v roce 1952, kdy si koupil svůj první fotoaparát Zorkij. V roce 1956 dokumentoval maďarskou revoluci z roku 1956 v Budapešti a krátce nato uprchl ze země. V roce 1957 emigroval do Kanady a usadil se v Montrealu. Od roku 1959 do roku 1971 byl fotografem v Office du film du Québec. Sam Tata ho seznámil s dílem Henriho Cartier-Bressona a podpořil jeho sociálně-dokumentární fotografii. V roce 1966 se seznámil s prací americké dokumentární tradice, kterou praktikovali Paul Strand a Walker Evans během studií na Thomas More Institute. Byl učitelem fotografie na Collège du Vieux Montreal (1970–1980) a externím profesorem (1980–1995) a poté řádným profesorem na Concordia University. Dílo, které vytvořil pro komunity, jako je Charlevoix, PQ (1970), Montrealská umělecká komunita (1960–1980), působil v Itálii, Maďarsku a Polsku (1986, 1987, 1990) nebo v Maďarsku, do kterého se vrátil v letech 1980, 1994 a 1995 zaměřoval se na ideál modernistické fotografie preciznosti, světlosti a stálosti, který zvýšil krásu a historickou hodnotu jeho tisků. Fotoaparátem pořizoval pohledy na městské prostředí, jednotlivé portréty nebo galerijní vernisáže.
Po dvaceti letech černobílé fotografie, kolem poloviny 70. let, začal Szilasi používat k popisu určitých kulturních a sociálních charakteristik barvu.  Začal fotografovat interiéry, většinou obytné prostory, barevně a později kombinoval barvu s černobílou, aby zprostředkoval portréty a interiéry. Kolem roku 1982 začal fotografovat elektrické nápisy. 

## Vybrané výstavy
V roce 1997 uspořádalo Montrealské muzeum výtvarných umění putovní retrospektivu jeho díla s názvem Gabor Szilasi: Fotografie 1954–1996. Monetova zahrada byla vystavena v Montrealském muzeu výtvarných umění v roce 1999. V roce 2017 vystavilo montrealské McCordovo muzeum v Montrealu dvacetiletý výběr jeho nepublikovaných fotografií uměleckého světa s názvem The Art World in Montreal, 1960–1980.

## Ocenění
- Ceny generálního guvernéra za vizuální a mediální umění, 2010[5]
- Cena Paula-Émila-Borduase za výtvarné umění, 2010[3]
- Vyznamenání Rytířský kříž Řádu za zásluhy v Maďarsku, 2018[11]
- Companion of the arts and letters of Quebec[12]

## Sbírky
Jeho dílo je zahrnuto ve sbírkách Musée national des beaux-arts du Québec, Musée d'art contemporain de Montréal, Kanadská národní galerie a mnoha dalších sbírek. Zastupuje ho Stephen Bulger Gallery v Torontu.

## Osobní život
Szilasi je ženatý s fotografkou Doreen Lindsay.